# Basilique Notre-Dame de Beaune
Pour les articles homonymes, voir Basilique Notre-Dame.
La basilique Notre-Dame de Beaune est un ensemble canonial datant de la deuxième moitié du XIIe siècle située à Beaune en Côte-d'Or.
La basilique collégiale Notre-Dame de Beaune fait partie des dernières grandes églises romanes de Bourgogne. Sa construction fut entreprise au milieu du XIIe siècle sur le modèle clunysien et fut achevée au début du siècle suivant en conservant une remarquable unité stylistique.

## Historique
Les chanoines entreprirent de faire bâtir l'édifice au milieu du XIIe siècle et la construction, d'est en ouest, ne s'acheva qu'au début du XIIIe siècle. Les bâtiments canoniaux datent de la fin du XIIe siècle, le porche du milieu du XIIIe siècle.

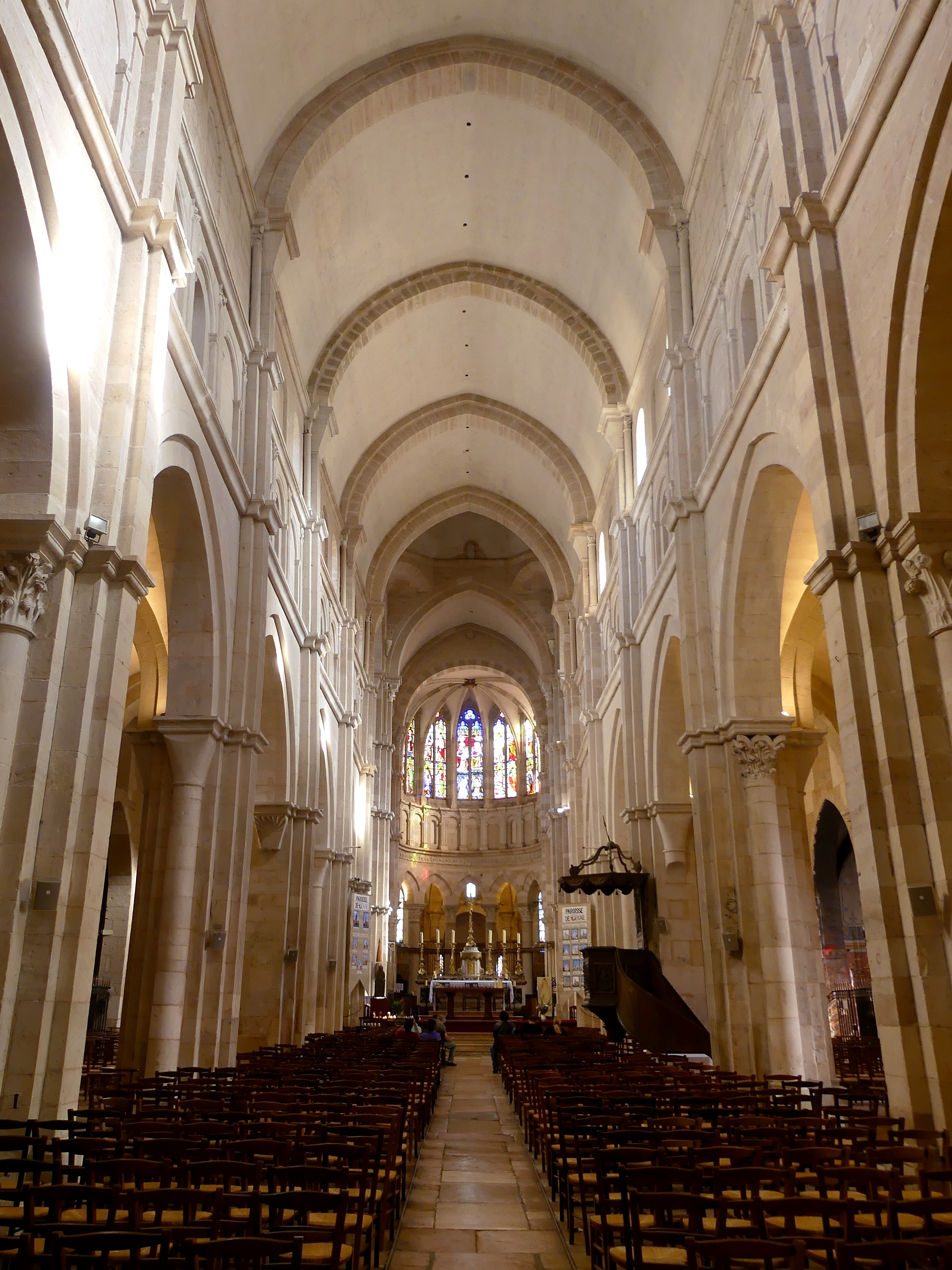
Intérieur de la basilique Notre-Dame de Beaune, 2018.
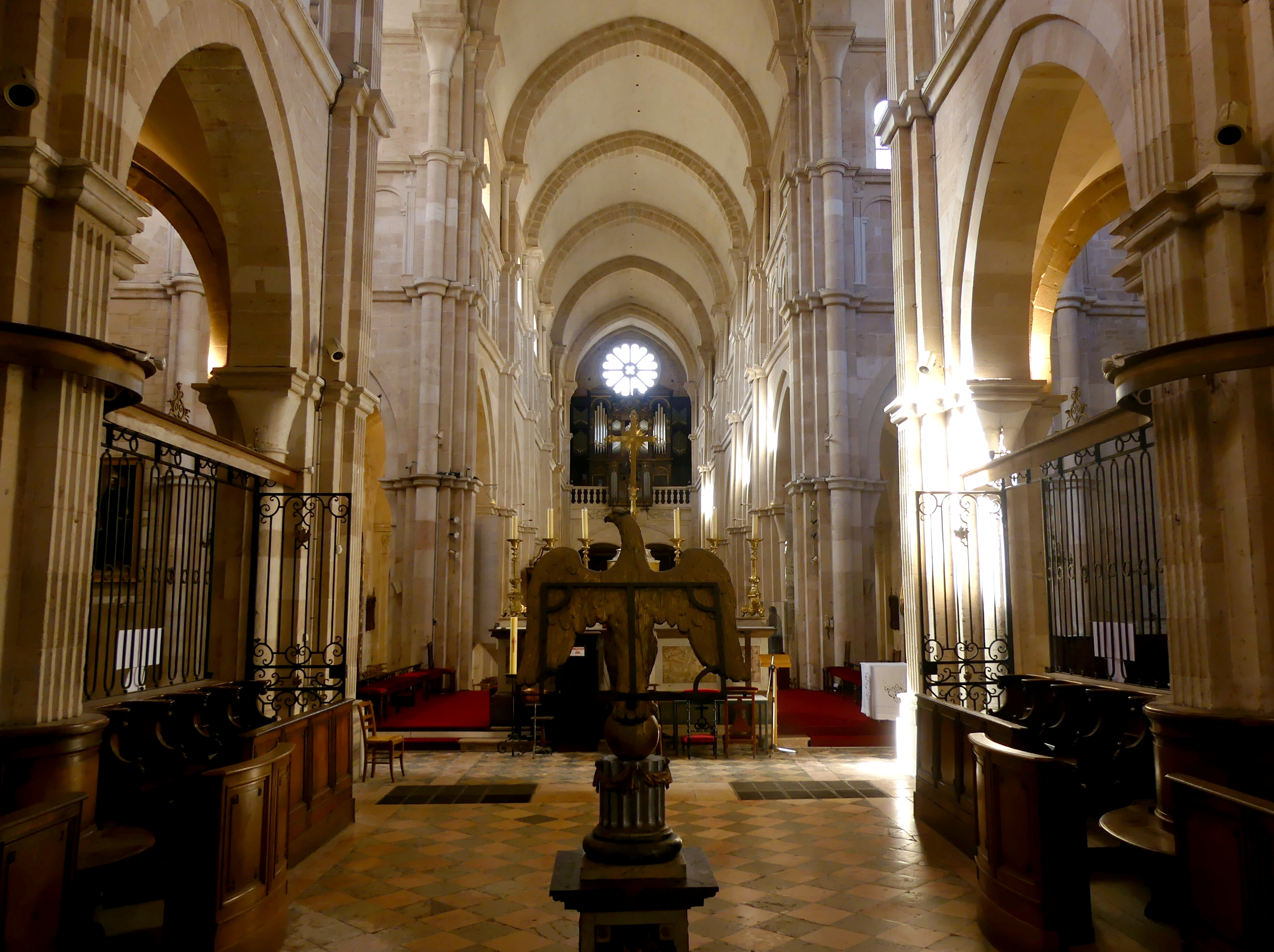
Nef de la basilique Notre-Dame de Beaune vue du choeur, 2018.

Après l'incendie de 1272, des travaux furent entrepris ; les parties hautes de l'abside furent reconstruites au niveau de l'arcature aveugle : les fenêtres romanes furent remplacées par d'immenses fenêtres gothiques à remplages et des arcs-boutants établis sur les contreforts romans du déambulatoire ; les corniches et les fenêtres du déambulatoire furent remaniées, les toitures et la tour du transept modifiées.
Les chapelles furent ajoutées du XIIIe siècle au XVIe siècle ; les plus remarquables sont la chapelle Saint-Léger ornée de peintures murales et la chapelle du chanoine Bouton construite entre 1529 et 1533. La flèche gothique de l'église fut remplacée par un toit à l'impériale construit de 1580 à 1588, sur les plans d'Hugues Sambin.
La Révolution détruisit la statuaire du portail et une grande partie du mobilier liturgique. Un fragment de l'autel roman fut retrouvé en 1843, et est maintenant exposé dans l'église.
En 1844, Eugène Viollet-le-Duc établit un devis de restauration ; les travaux furent exécutés à partir de 1860 sous la direction de Maurice Ouradou, l'architecte beaunois Alphonse Forest étant inspecteur des travaux. Les travaux se concentrent particulièrement sur les extérieurs, les huit arcs-boutants de la tour de la croisée furent détruits à cete occasion. Le couronnement des parties occidentales fut repris en 1886, ré-inventant au passage l'ensemble de ses ornements sculptés.

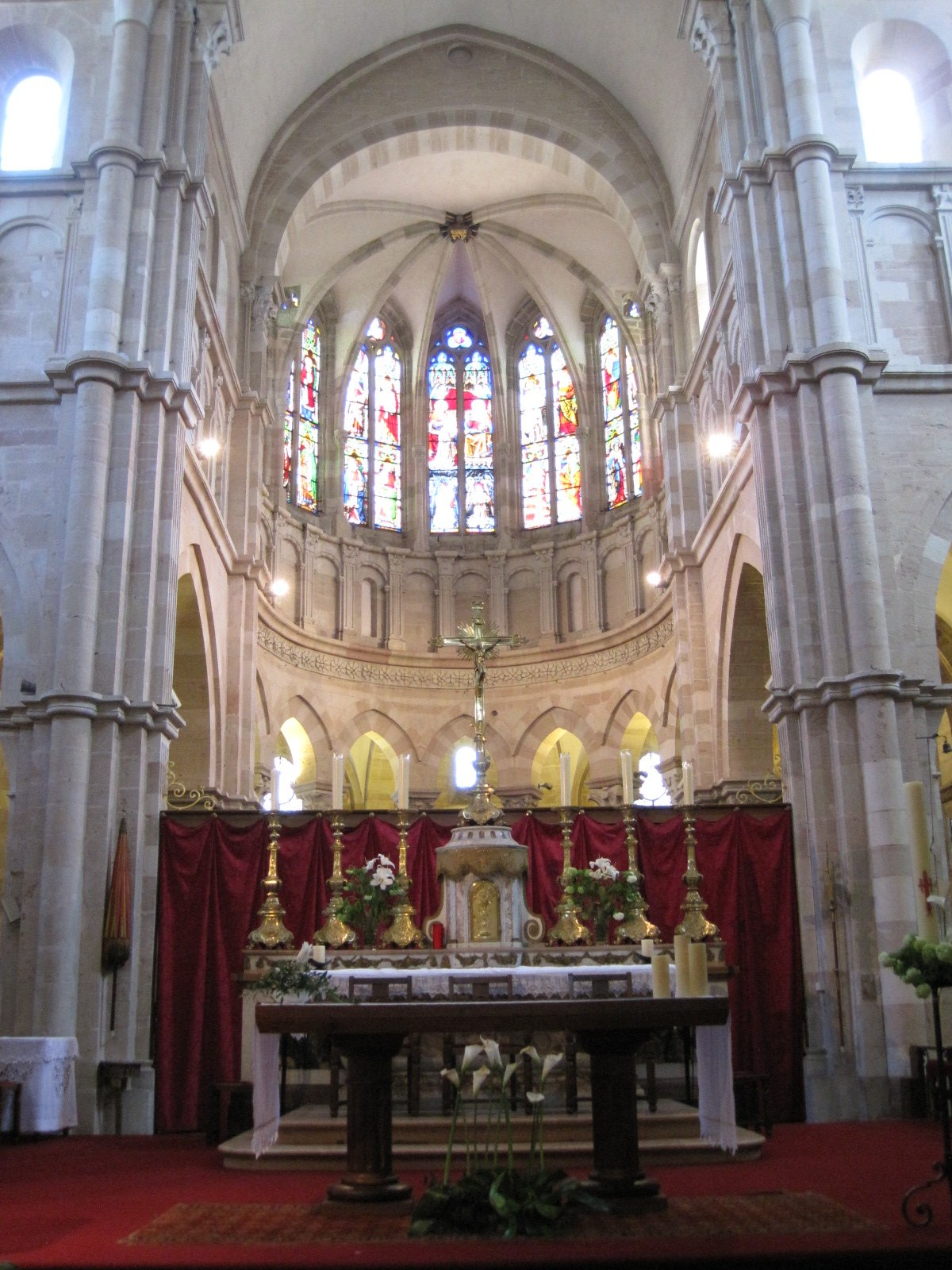
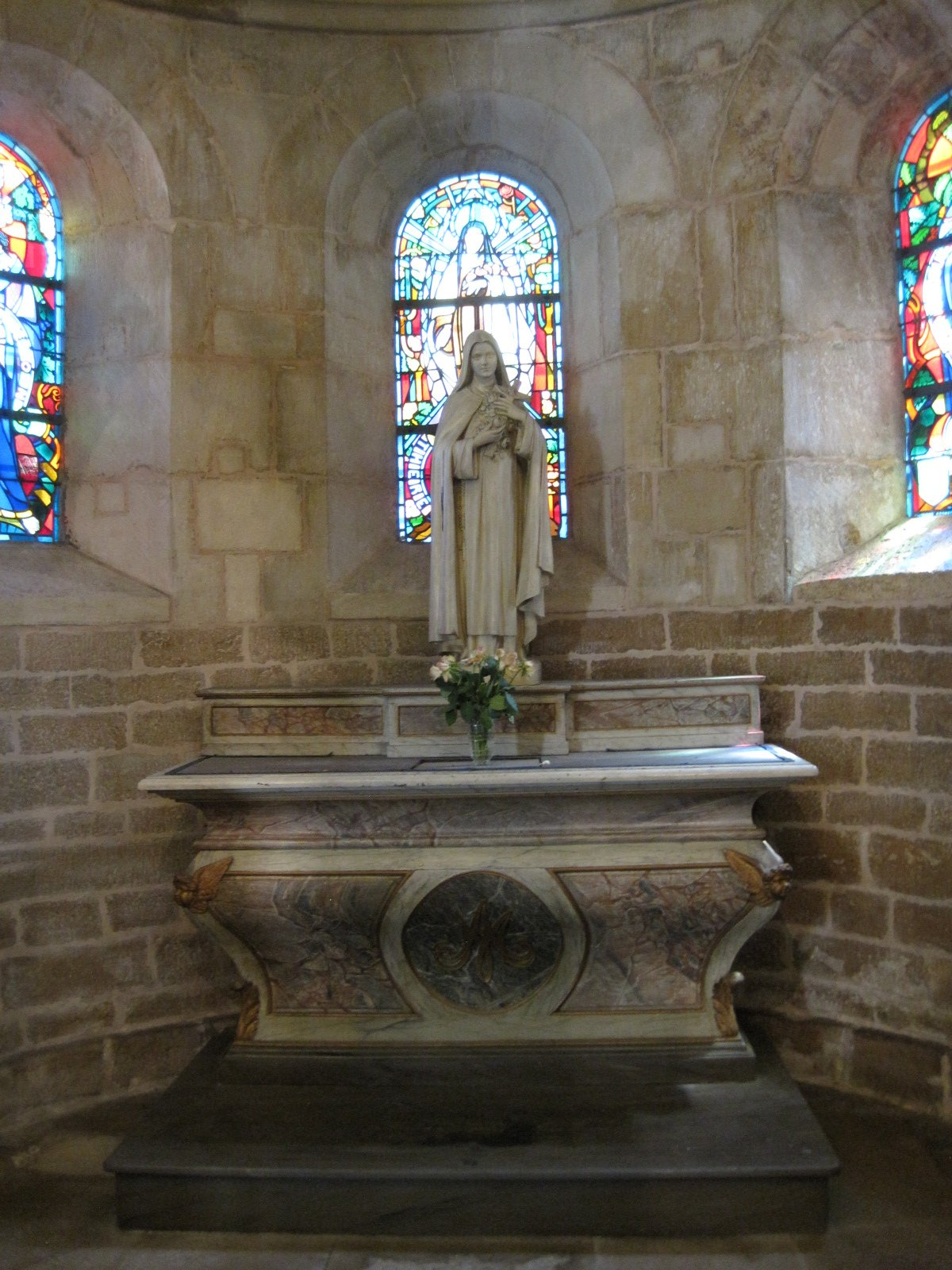
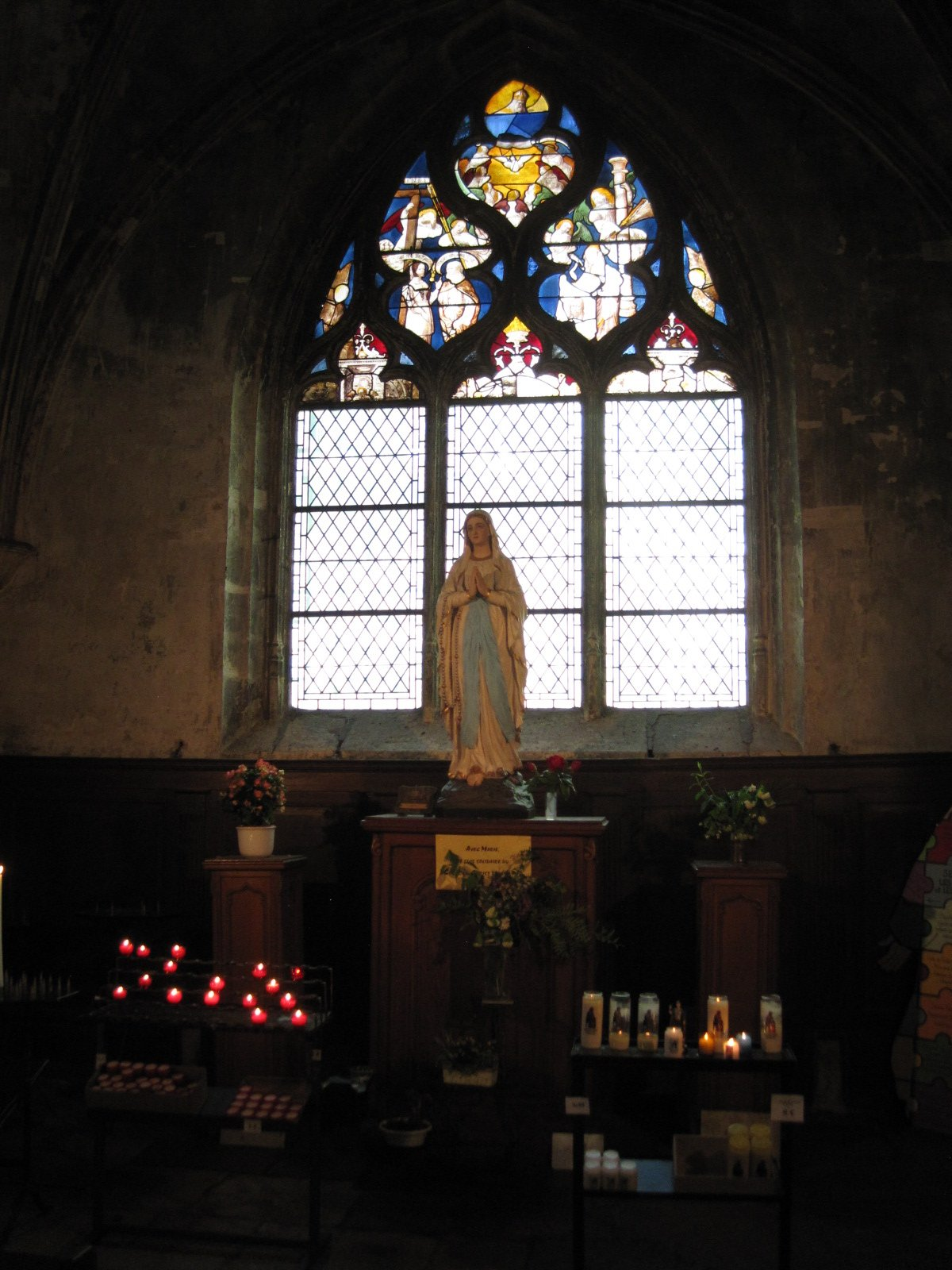
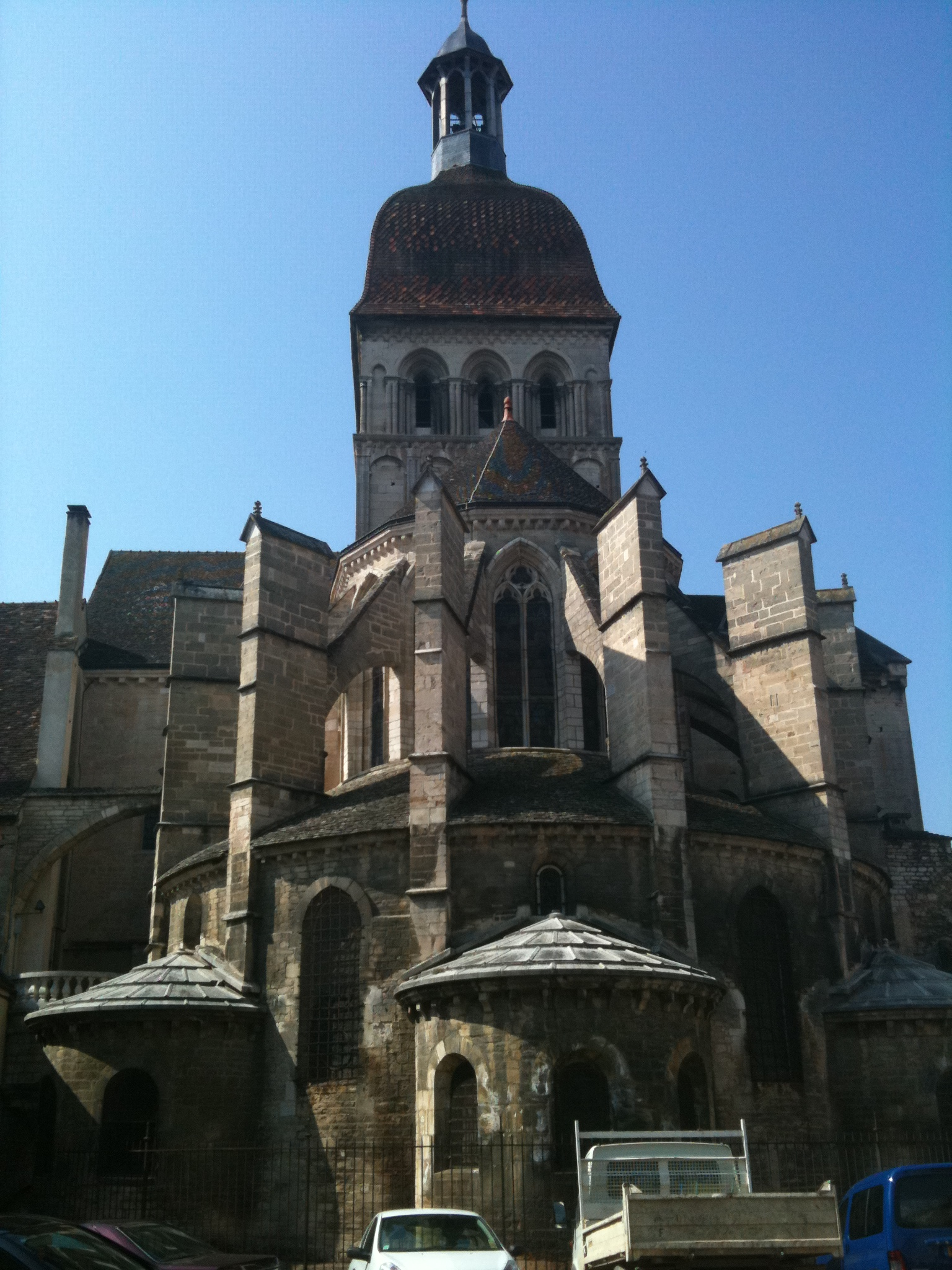
Le chevet de la basilique.
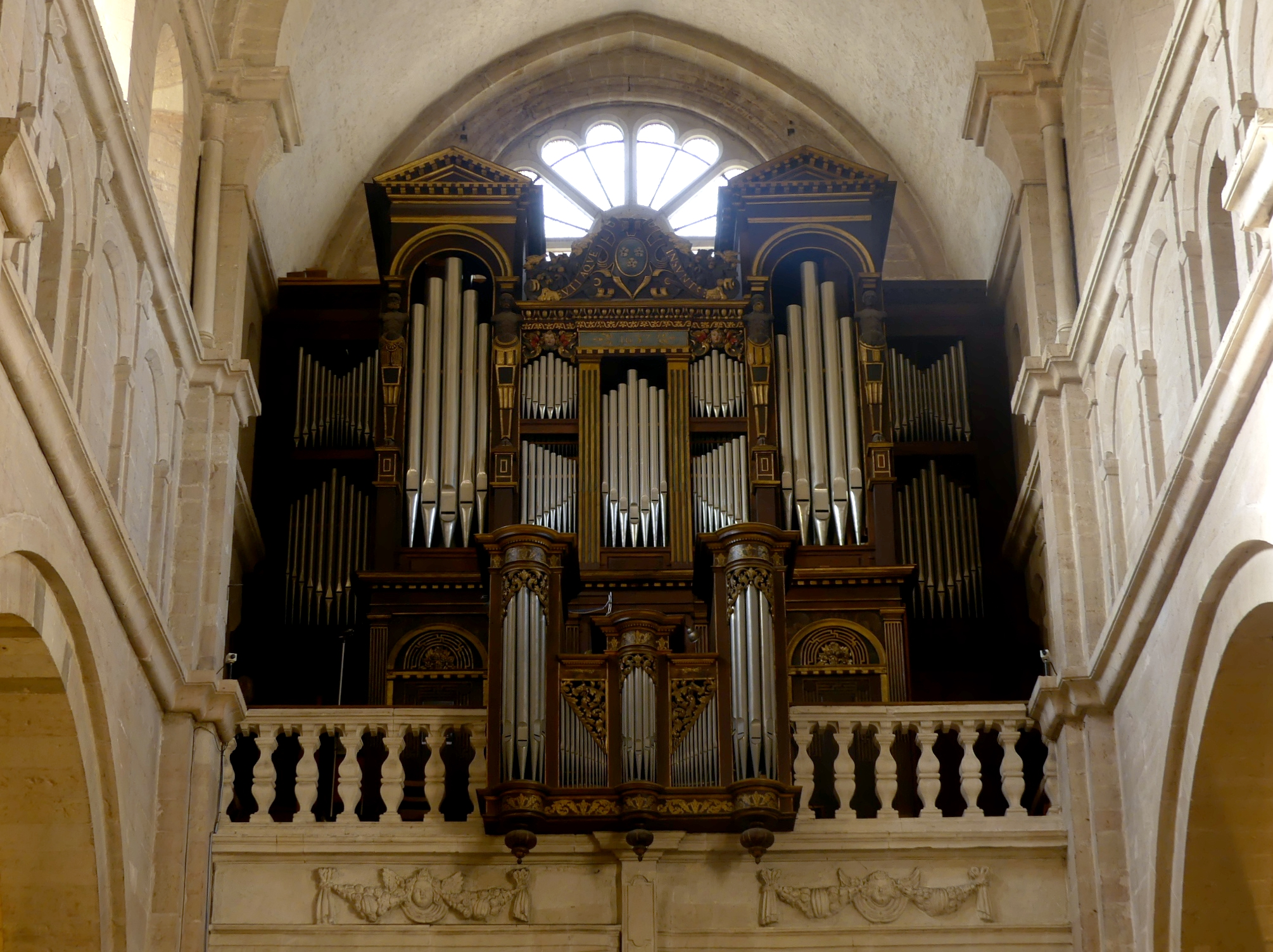
Le Grand orgue de la basilique Notre-Dame de Beaune, 2018.
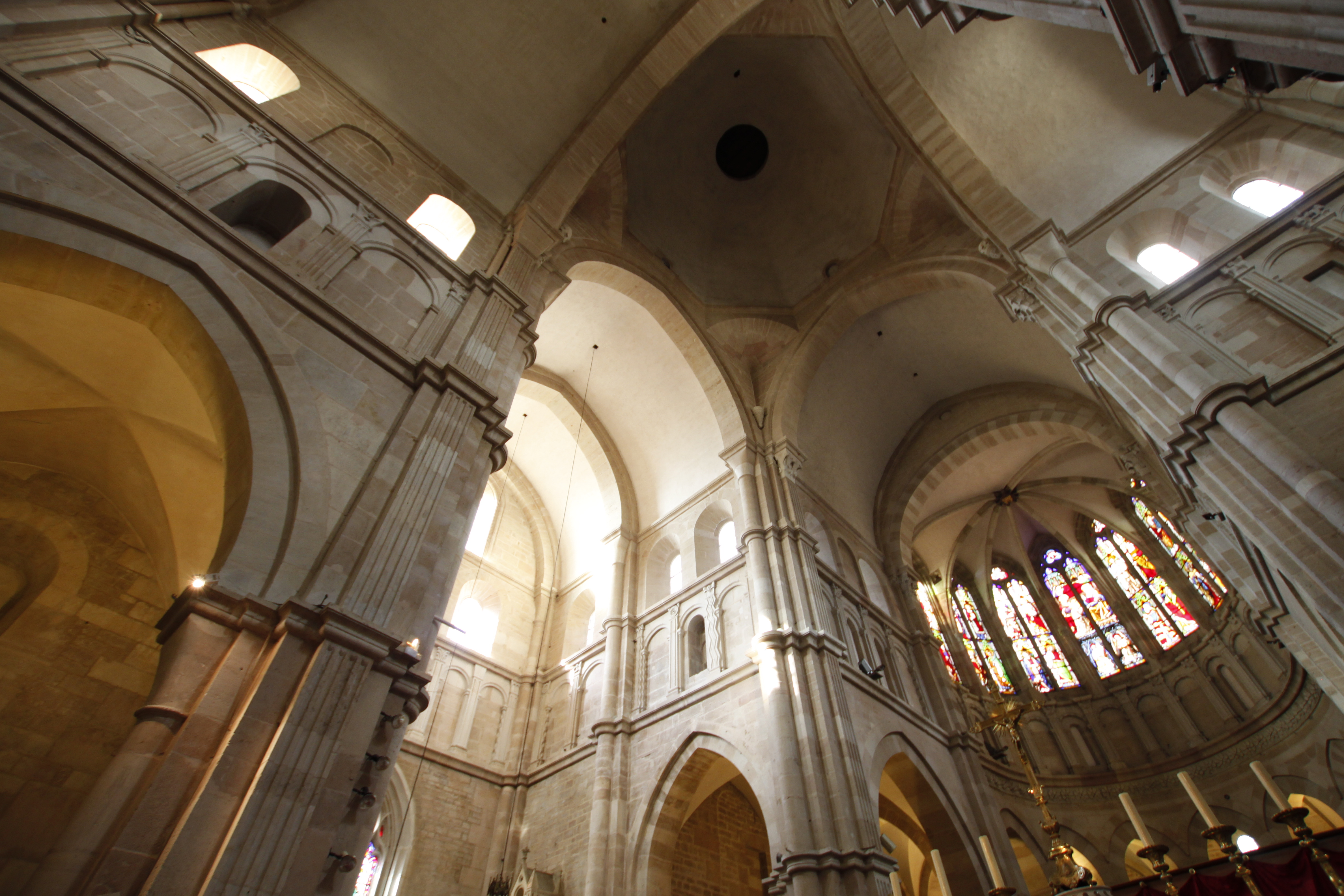
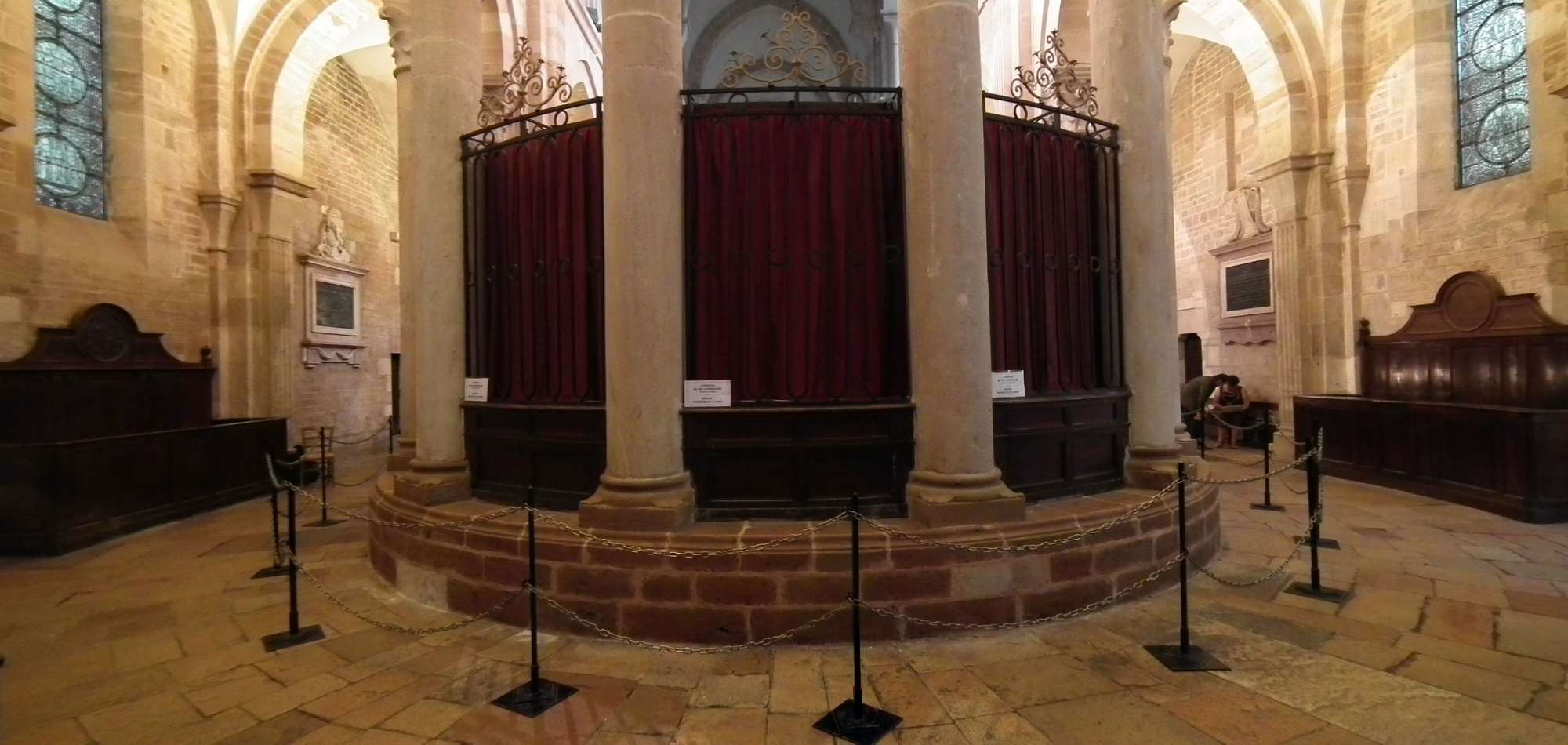
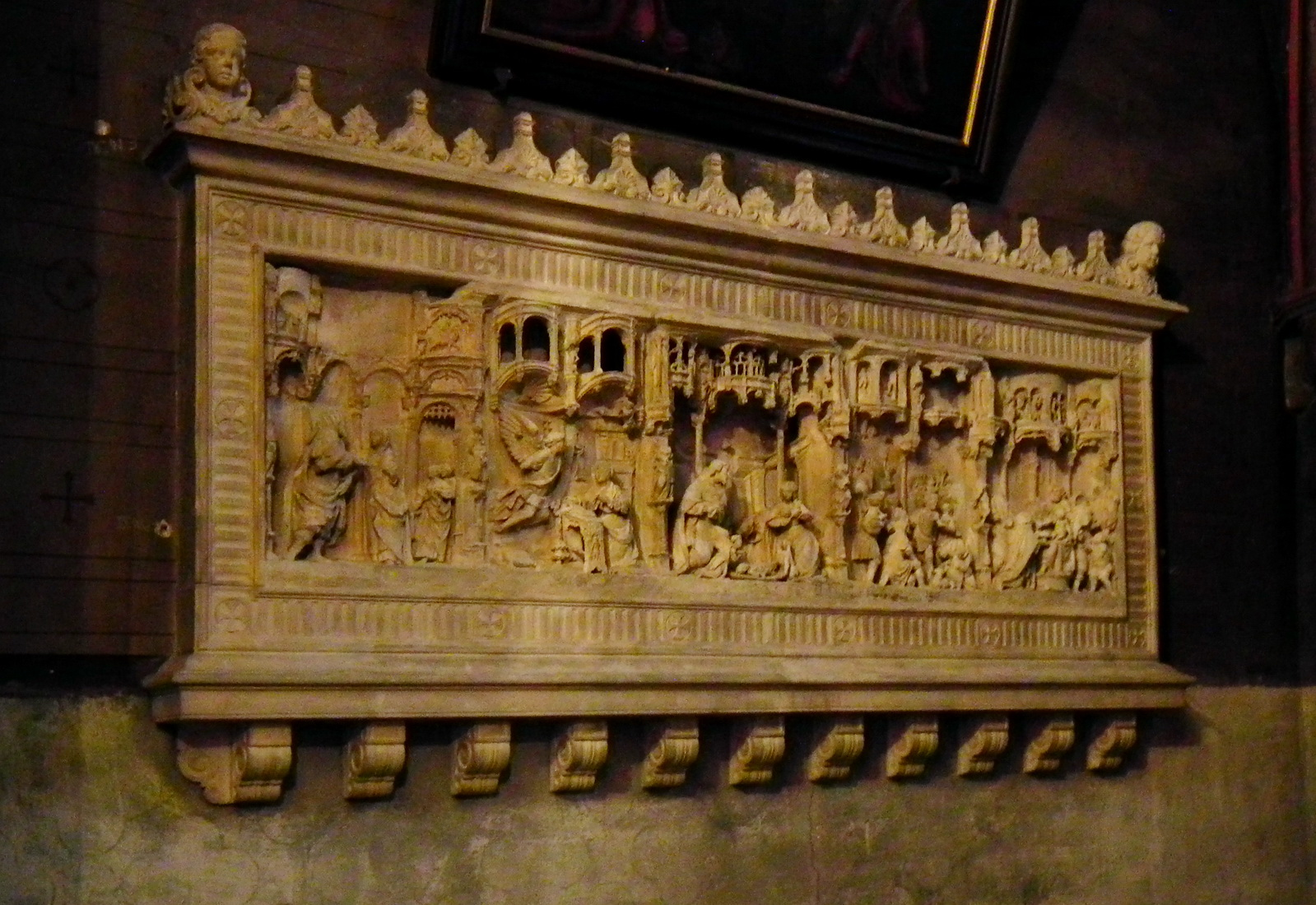

## Protection
La basilique est classée au titre des Monuments historiques par inscription sur la liste des monuments historiques de 1840. Le bâtiment conventuel (presbytère), quant à lui, fait l'objet d'une inscription au titre des monuments historiques depuis le 26 mai 1926,.

## Description

### L'église
L'église comprend une nef à deux-bas côtés, un transept et un chœur avec abside, déambulatoire et chapelles rayonnantes. La nef, le transept et le chœur sont couverts de voûtes en berceau brisé, les bas-côtés et le déambulatoire de voûtes d'arêtes, le porche, l'abside, les chapelles, le cloître et la salle capitulaire de voûtes d'ogives, la chapelle Bouton d'un plafond.
Vers 1690, Gabriel Revel réalisa L'Adoration du Sacré-Cœur de Jésus, une huile sur toile de 243 × 223 cm.

### Tenture de la Vie de la Vierge
Dans le chœur est exposée une remarquable tenture de la Vie de la Vierge, offerte par le chanoine Le Coq en 1500.

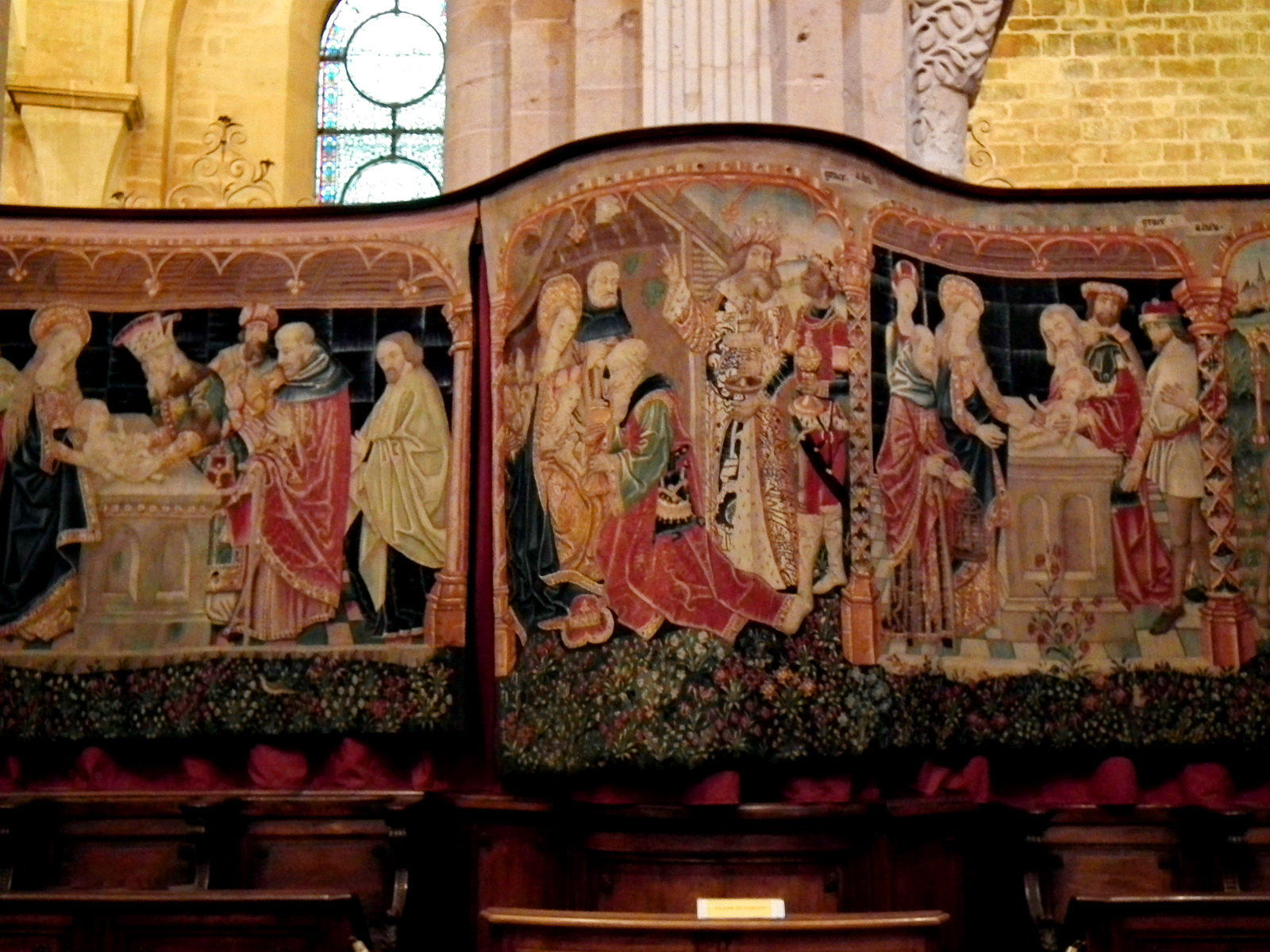
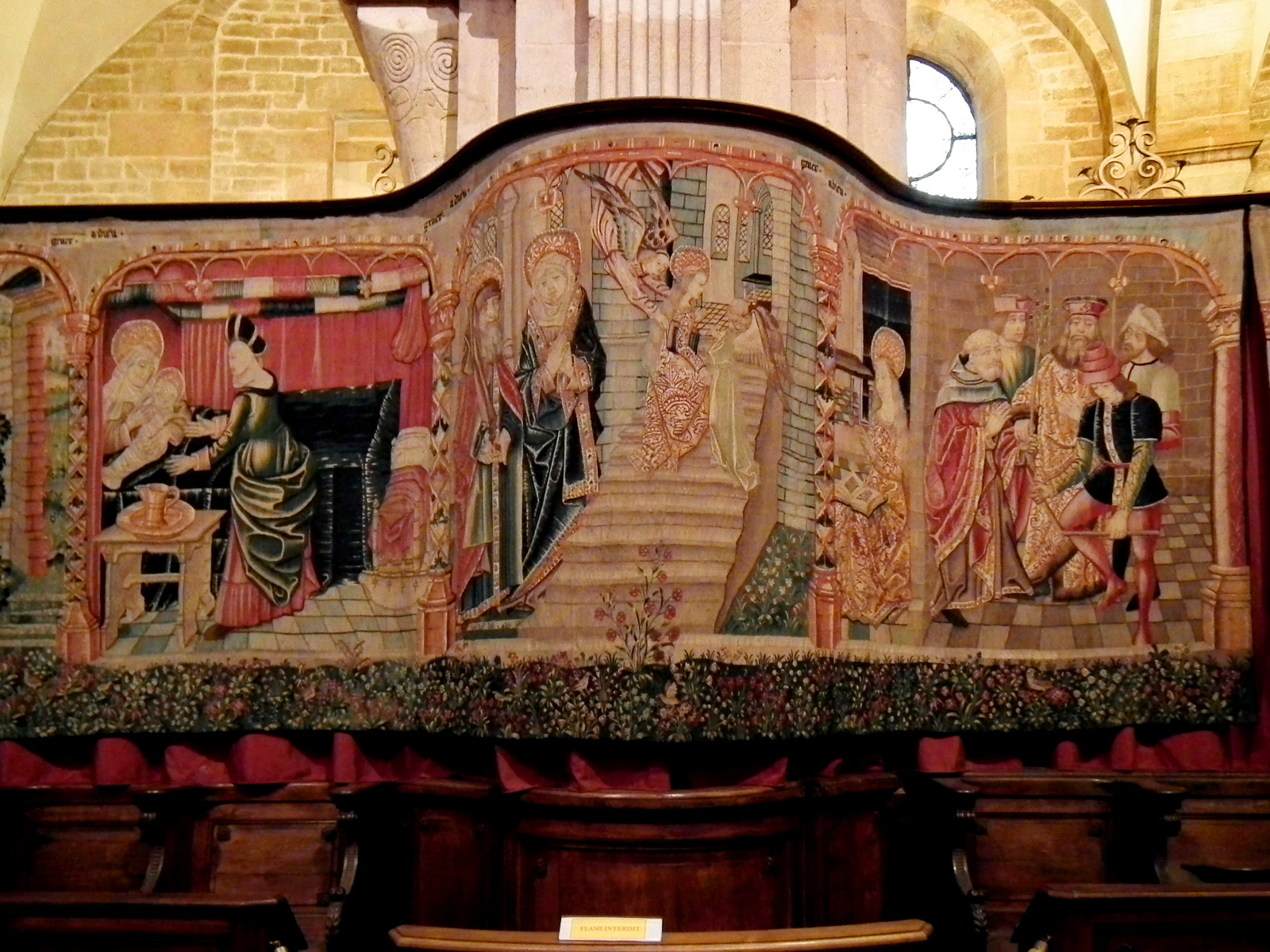
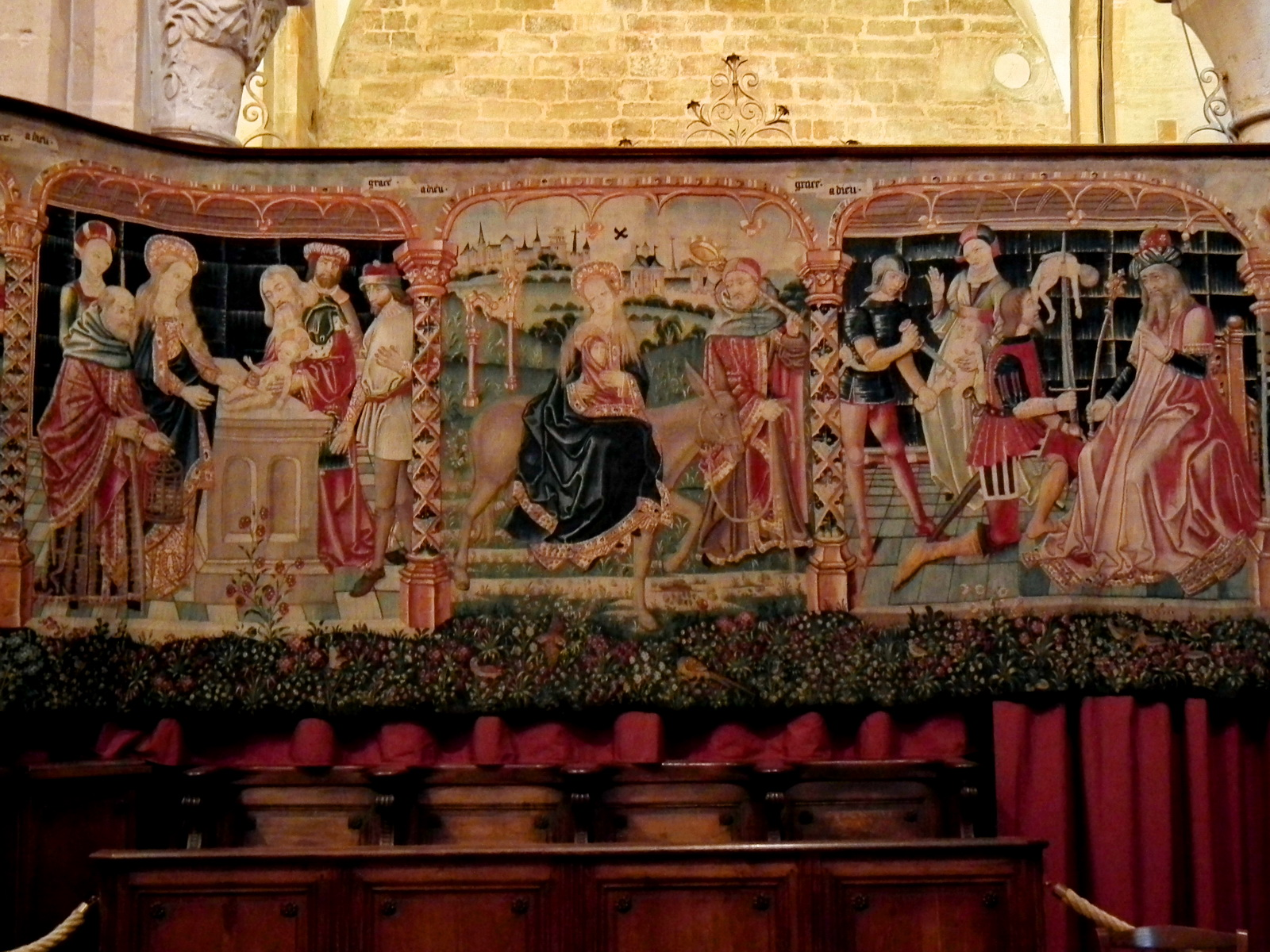

La tenture a été classée au titre d'objet le 10 octobre 1891.

### Orgues
L'édifice dispose de grandes orgues, qui figurent parmi les plus belles de Bourgogne. L'instrument, qui date du XVIIe siècle et a été plusieurs fois modifié, possède un buffet peint et sculpté, quatre claviers, un pédalier et une cinquantaine de jeux. Son titulaire est, depuis 1976, l'organiste Michel Tissier.

### Ensemble conventuel
À gauche du chœur se trouve l'ancienne sacristie, à droite, à l'étage, l'ancienne chapelle Saint-Michel (oratoire privé de Nicolas Rolin) dont l'abside, éclairée par une fenêtre plein-cintre, est supportée par un cul-de-lampe et couverte d'une terrasse bordée d'une balustrade. Un couloir permettait la communication avec le bâtiment canonial. Le portail du bras droit du transept ouvre sur une galerie de cloître à sept travées que surmonte une partie des anciens bâtiments canoniaux, actuellement utilisée comme presbytère.

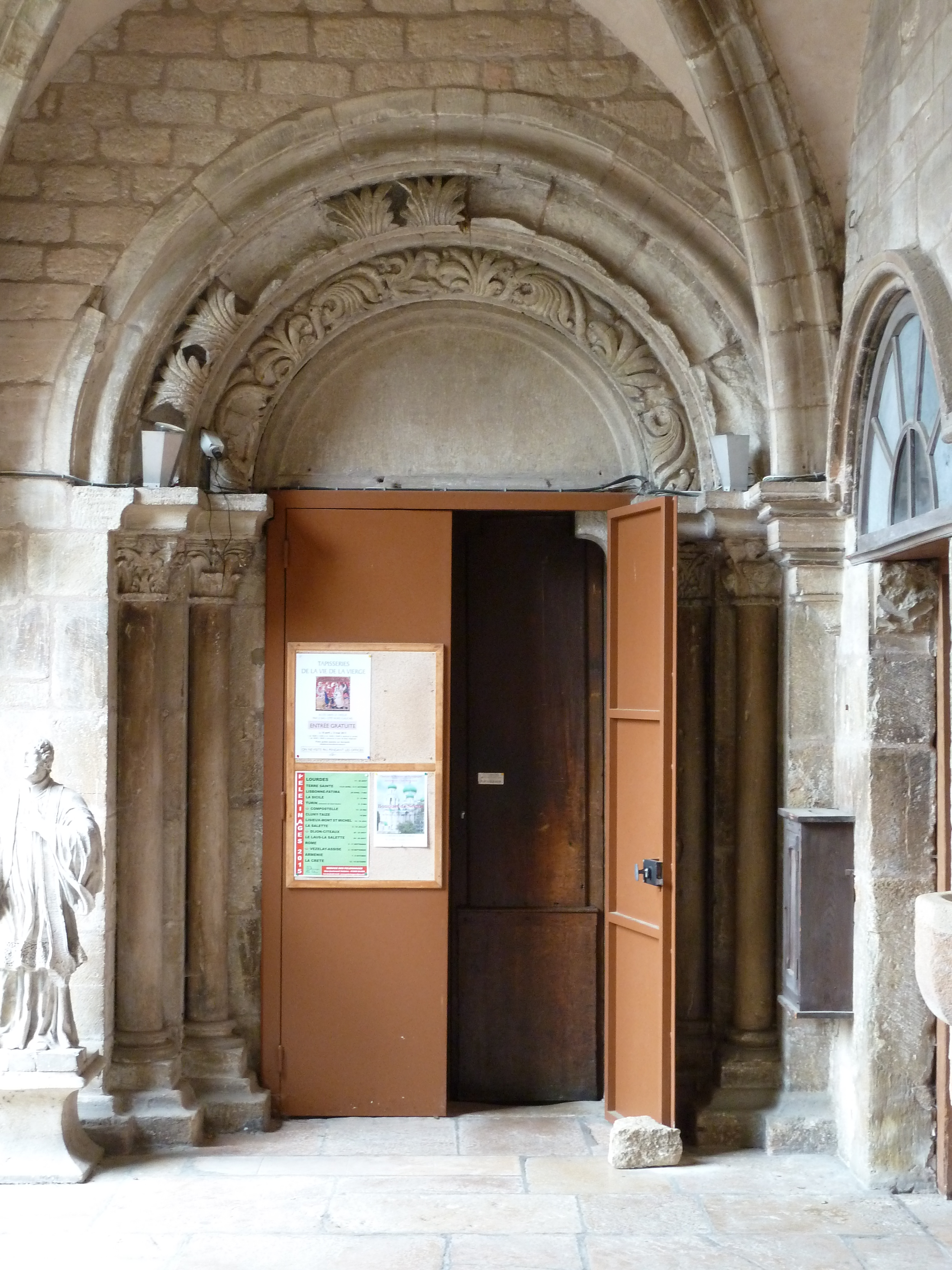
Portail de l'église.
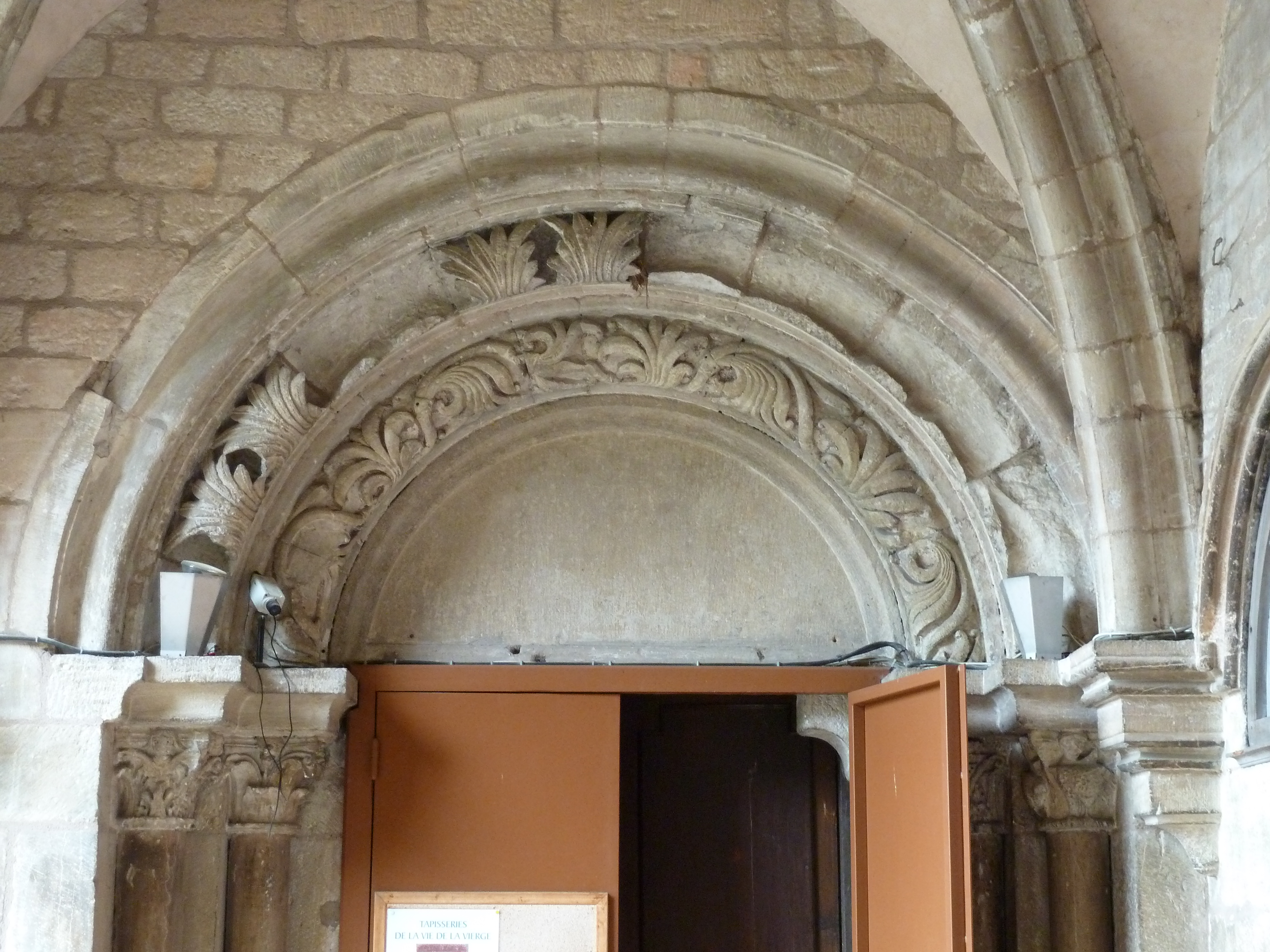
Tympan du portail de l'église.
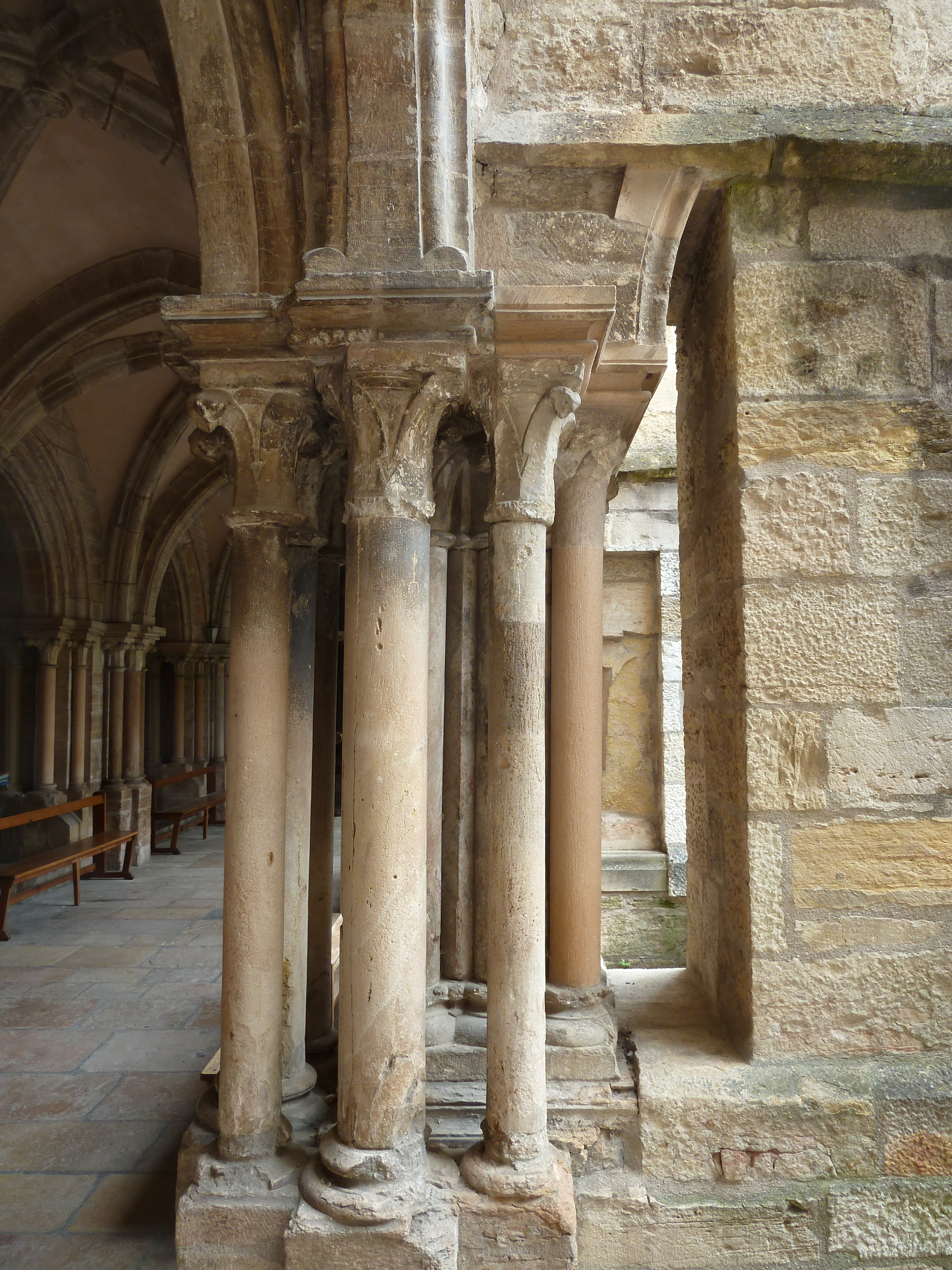
Colonne d'angle du cloître.
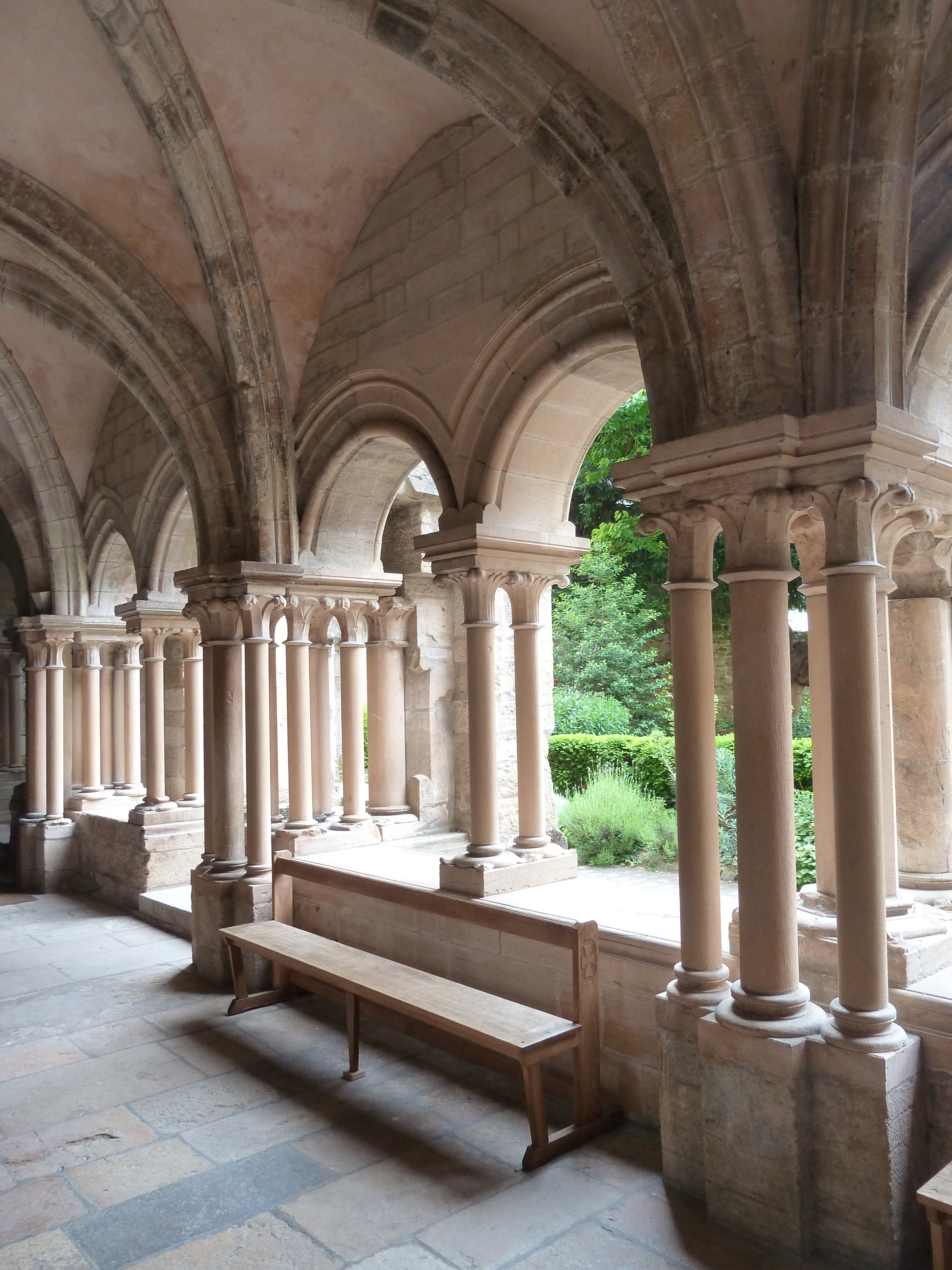
Galerie du cloître.

## Personnalités attachées à l'édifice
(Liste chronologique non exhaustive)
- 1482 - Jean VI Rolin (1450–1501)
- Jacques Huyn (maître de musique au XVIIe siècle)